# Marco Rosa
Marco Rosa Gonzales (Scarborough, 15 gennaio 1982) è un allenatore di hockey su ghiaccio ed ex hockeista su ghiaccio canadese naturalizzato italiano, di ruolo attaccante.

## Carriera

### Club
A livello giovanile, Rosa si mise in mostra con la maglia della squadra del Merrimack College, in NCAA, giocandovi dal 2000 al 2004. Nell'ultima stagione ne divenne anche il capitano. Le sue buone prestazioni attirarono le attenzioni dei Dallas Stars che lo scelsero già al draft del 2001.
Non arrivò tuttavia ad esordire in National Hockey League: il suo esordio nell'hockey professionistico fu nel 2004 con Log Beach Ice Dogs in ECHL, squadra in cui rimase fino al 2006, raccogliendo anche alcune presenze in American Hockey League coi Milwaukee Admirals. Negli anni successivi, salvo alcune parentesi in ECHL, giocò perlopiù in AHL, raccogliendovi 353 presenze in stagione regolare e 63 nei play-off, con le maglie di Houston Aeros, Providence Bruins, Manitoba Moose e St. John's Maple Leafs.
Dall 2012 si trasferì stabilmente in Europa. Dapprima nella Liiga finlandese con gli Espoo Blues (2012-2013), poi nella DEL tedesca coi Grizzlys Wolfsburg (2013-2016) e i Krefeld Pinguine (2016-2017).
Dopo quattro stagioni in Germania, Rosa approdò in Italia, all'Asiago, con i quali giocò dal 2017 al 2021. Con gli stellati vinse una Alps Hockey League (2017-2018) e due scudetti (2019-2020 e 2020-2021). Rimase sotto contratto anche nella stagione 2021-2022, durante la quale i veneti vinsero Alps Hockey League, Scudetto e Supercoppa italiana, pur non essendo mai sceso in campo.

### Ritiro
L'infortunio patito al mondiale del 2021 fu tanto grave da costringerlo dapprima a saltare l'intera stagione 2021-2022, e infine ad annunciare il ritiro nell'agosto del 2022. L'Asiago decise così di offrirgli il duplice ruolo di allenatore delle giovanili e di supervisore dell'intero settore giovanile stellato.

### Nazionale
In possesso del passaporto italiano e maturate due stagioni consecutive in una squadra di club italiana, necessarie per vestire la maglia azzurra, Rosa il 7 novembre 2018 esordì con il Blue Team all'Euro Ice Hockey Challenge di Budapest siglando due reti nel match inaugurale vinto 5-2 contro la Corea del Sud.
L'anno successivo prese parte ai Mondiali Élite in Slovacchia, nei quali la Nazionale italiana chiuse la rassegna iridata con un'insperata salvezza nell'ultima sfida ai rigori contro l'Austria. Rosa si distinse per aver realizzato la rete del momentaneo 3-2, che fu anche la sua prima della competizione, e il quinto rigore. Al termine della competizione venne premiato con il Top 3 Players on Team. 
Nel 2021 partecipò ai Mondiali di Top Division in Lettonia. Disputò solo la gara inaugurale contro la Germania, dovendo abbandonare anzitempo non soltanto il ghiaccio ma l'intera competizione, a causa di una carica scorretta ricevuta in balaustra.

## Palmarès

### Club
- Alps Hockey League: 2

Asiago: 2017-2018, 2021-2022
- Campionato italiano: 2

Asiago: 2019-2020, 2020-2021

### Individuale
- ECHL All-Rookie Team: 1

2004-2005
- ECHL Player of the week (15/01-21/01): 1

2006-2007
- Capocannoniere della Serie A: 1

2018-2019 (5 punti)
- Maggior numero di reti della Serie A: 1

2018-2019 (3 reti)
- Maggior numero di assist della Serie A: 1

2019-2020 (5 assist)
- Top 3 Player on Team del Campionato mondiale di hockey su ghiaccio: 1

Slovacchia 2019